# Regione di Dakhlet-Nouadhibou
La regione di Dakhlet-Nouadhibou (in arabo: ولاية داخلت نواذيبو) è una regione (wilaya) della Mauritania con capitale Nouadhibou.
La regione comprende un solo dipartimento (moughataa), suddiviso in 5 comuni:  Nouadhibou, Boulenoir, Inal, Temeimichatt e Noumaghar.